# 愛宕神社 (館林市)
愛宕神社（あたごじんじゃ）は、群馬県館林市西本町の神社。

## 歴史
社伝によると、文武天皇4年（700年）に創建された。役小角が山城国（現・京都府）の愛宕神社から分霊を勧請したという。文永10年（1273年）に鎌倉幕府第5代執権北条時頼によって社殿が造営されると共に、別当寺として『興蔵寺』を境内に創建した。
室町から戦国にかけて館林の領主は赤井、長尾、北条氏と移り変わったが、そのいずれからも崇敬を受けた。天正18年（1590年）館林に入部した榊原康政は、文禄年間に当社を「館林市中総鎮守」と定めて社地5,000坪超を安堵し、慶長7年（1602年）には榊原氏の祈願所に定め、社殿を修復した。
徳川綱吉は館林藩藩主になったのちに、寛文9年（1669年）に社殿を全て改築し、葵の紋章を付して祈願所とし、また自筆の「芦鷺絵」を奉納した。さらに綱吉が江戸幕府第5代将軍に就いてからは、元禄10年（1697年）に社殿が修築されて公儀普請所に指定され、以後幕末まで社殿の修理は幕府または館林藩により行われた。
明治初期、「館林総鎮守」は、近代社格制度に基づく「郷社」に列せられた長良神社に取り上げられ、その摂社となった。
1908年（明治41年）の神社合祀により、周辺の5社が合祀された。

## 文化財
- 青石地蔵板碑（群馬県指定重要文化財 昭和48年8月21日指定）[3]

## 交通アクセス
- 館林駅より徒歩10分。